# Luigi Perozzo

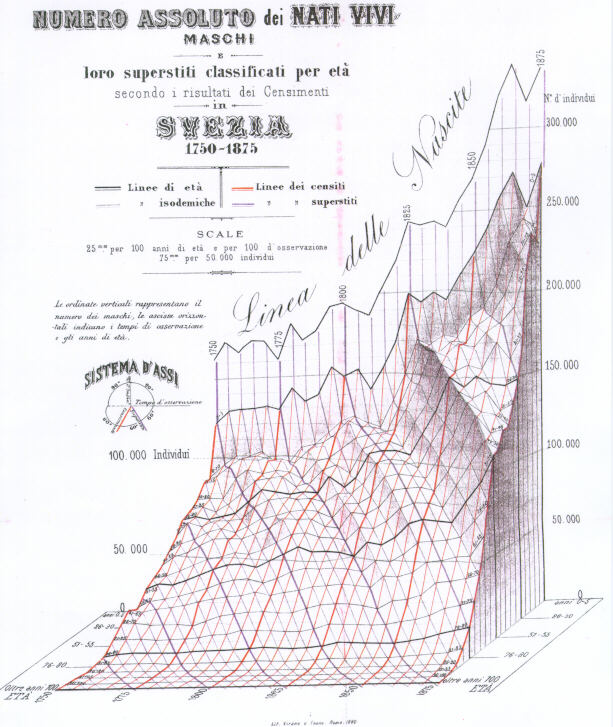
piramide tridimensionale della popolazione a partire dai dati dei censimenti svedesi 1750-1875.

Luigi Perozzo (1856 – 1916) è stato uno statistico e matematico italiano.

## Biografia
Introdusse nel 1879 uno stereogramma rappresentante la piramide tridimensionale della popolazione a partire dai dati dei censimenti svedesi 1750-1875.

## Opere
- Statistica Grafica - Della rappresentazione grafica di una collettività di individui nella successione del tempo, e in particolare dei diagrammi a tre coordinate - Memoria di Luigi Perozzo, in Annali di Statistica, Ministero d'Agricoltura, Industria e Commercio, Direzione di Statistica, 1880
- Stereogrammi Demografici - Seconda memoria dell'Ingegnere Luigi Perozzo, in Annali di Statistica, Ministero d'Agricoltura, Industria e Commercio, Direzione di Statistica, 1881